# Гаврило Божидаревић Веселицки
Гаврило Божидаревић Веселицки био је руски дипломата у XIX веку, пореклом из Херцеговине.
Као поверљива личност руске владе био је представник Међународног комитета за помагање херцеговачког устанка, основаног 1875. у Паризу. Деловао је на збрињавању херцеговачких избеглица у Црној Гори и Далмацији и помага устанике храном, одећом и др. Средиште његовог рада било је у Дубровнику. 
Као представник руског канцелара Александра Михајловича Горчакова, Божидраевић је утицао на устанике да прихвате аутономију за Херцеговину. Када су се на иницијативу књазе Николе 6. априла 1876. састали херцеговачки главари и далматински намесник барон Гаврило Родић у Суторини, устаници су поставили своје услове за измирење са Турцима и изабрали Божидаревића да их заступа код великих сила. Касније су му ту мисију поверили и босански устаници, којима је 1876. упутио помоћ од 15.000 форинти.